# Blandouet
Blandouet är en kommun i departementet Mayenne i regionen Pays de la Loire i nordvästra Frankrike. Kommunen ligger i kantonen Sainte-Suzanne som tillhör arrondissementet Laval. År 2018 hade Blandouet 195 invånare.

## Befolkningsutveckling
Antalet invånare i kommunen Blandouet
| Referens: INSEE |